# 栗本廣輝
栗本廣輝（1990年6月16日—），日本足球運動員，司職中場，現效力日乙球會大宮松鼠。

## 俱樂部生涯
於順天堂大學畢業後，效力於業餘球隊本田FC。於2019年遠赴美國次級聯賽美國足球冠軍聯賽踢球。
2022年2月11日，宣佈加入J聯盟球隊大宮松鼠，成功擠身職業聯賽。
2022年3月26日，以先發中後衛身分迎來J聯盟出道戰。球隊兩位守門員南雄太和上田智輝接連在比賽中受傷，栗本廣輝於第67分鐘臨危受命頂上門將位置直到比賽結束。

## 外部連結
- 栗本廣輝的X（前Twitter）
- 栗本廣輝的Facebook專頁